# Nizina Gujańska
Nizina Gujańska – nizina położona w Gujanie, Surinamie i Gujanie Francuskiej, częściowo w Wenezueli i Brazylii. Ciągnie się około 1000 kilometrowym wąskim pasem szerokości od kilkudziesięciu do 200 kilometrów między Oceanem Atlantyckim a Wyżyną Gujańską. Powierzchnia około 150000 km². Dominuje tu plantacyjna uprawa trzciny cukrowej, kakaowca, kawowca, palmy olejowej oraz hodowla bydła, a także eksploatacja lasów. Na nizinie występują złoża boksytów, rud manganu, złota.